# Динсгрейндж
Динсгрейндж (англ. Deansgrange; ирл. Gráinseach an Déin) — пригород в Ирландии, находится в графстве Дун-Лэаре-Ратдаун (провинция Ленстер).